# سيمون بيترسون
سيمون بيترسون (بالسويدية: Simon Pettersson)‏ هي منافسة ألعاب القوى سويدية، ولدت في 3 يناير 1993.

## وصلات خارجية
- سيمون بيترسون على موقع الاتحاد الدولي لألعاب القوى (الإنجليزية)
- سيمون بيترسون على موقع الدوري الماسي (الإنجليزية)
- سيمون بيترسون على موقع أوليمبيديا (الإنجليزية)
- سيمون بيترسون على موقع اللجنة الأولمبية السويدية (السويدية)